# Grosse
Een grosse is een gewaarmerkt afschrift van een ambtelijk document. 
In de praktijk is een grosse een afschrift van een vonnis of een notariële akte (zoals een hypotheekakte). Een grosse is bedoeld voor betrokken partijen, aangezien het originele document, een minuut, voor een rechtbank of notaris bedoeld is.
Een grosse is in Nederland te herkennen aan de woorden "In naam van de Koning", die als kopstuk dienen. Een grosse levert ook een executoriale titel op voor bijvoorbeeld vorderingsrechten die uit een akte of vonnis blijken.